# Protireformacija
Protireformacija (tudi katoliška prenova) je bila notranja preureditev rimskokatoliške cerkve in odgovor na reformacijo. Potekala je v 16. in 17. stoletju. V tem obdobju so preganjali protestante, njihove knjige pa so večinoma požgali. Protireformacija je zelo spremenila versko podobo Evrope.
V Evropi imamo razširjene različne smeri krščanske vere:
- katoliško vero (rimokatoliško vero),
- pravoslavno vero,
- protestansko vero (luterani, kalvinisti, anglikanci ...).

### Tridentinski koncil
Rimokatoliška cerkev je želela odpraviti napake v cerkvi in krizo, v katero je zašla, ter ukiniti napačne nauke, zato je papež leta 1545 sklical koncil (zbor vseh cerkvenih dostojanstvenikov) v severnoitalijanskem mestu Trident, ki je s presledki trajal od leta 1545 do leta 1563. 
Temeljne smernice tridentinskega koncila so bile naslednje:
- papež je nezmotljiv, le on lahko razlaga cerkvene zakone,
- stroga hierarhija (papež, nadškof, škof, župnik),
- škofje morajo bivati in izvajati poslanstvo v svojih škofijah (pridiganje),
- meniški redovi so podrejeni lokalni škofiji,
- uvedli so matične knjige,
- prepovedali so prodajo cerkvenih služb in odpustkov.

dokončana je bila razlaga svetega pisma.
boljša izobrazba duhovnikov- JEZUITI- Jezusova družba.
Nadalje se je okrepila institucija papeških legatov - nuncijev, ki so zdaj stalno prebivali v nekaterih večjih mestih po Evropi, ki so bila bistvena za izvajanje protireformacijske politike (Dunaj, Varšava, Praga).

### Razmah tiskarn
Rimskokatoliška cerkev je s pridom izrabila tudi najmočnejše sredstvo reformacijskih gibanj, namreč tiskano besedo. V Evropi se je tako pojavila precej obsežna mreža tiskarn, tudi v Ljubljani. Med cerkvenimi redovi v tedanjem času še posebej izstopa leta 1534 ustanovljeni red jezuitov, ki je po Evropi ustanavljal svoje kolegije in seminarje, ki so bili v marsikaterem mestu, tudi Ljubljani, sploh prva javna šolska ustanova. Velika je bila tudi vloga inkvizicijskih sodišč.
Protireformacija je v rimskokatoliški cerkvi ohranila celibat, prepovedala pa je prodajo cerkvenih odpustkov in visokih služb (simonija, nepotizem). 

### Protestantizem in jezuiti
Pomembno mesto v protireformaciji so imeli jezuti (Jezusova družba), ki jih je ustanovil Španec Ignacij Loyola in so preprečili širjenje protestantizma.

### Tridesetletna vojna in vestfalski mir
Augsburški verski mir je priznaval luteranstvo, ne pa tudi drugih protestantskih veroizpovedi. A za svoje pravice so se zavzenali tudi kalvinisti. Zaradi spora med protestanti in katoličani je leta 1618 izbruhnila tridesetletna verska vojna, ki se je začela na Češkem. Mnoge dežele so bile opustošene, knezi poraženi. Leta 1630 jim je na pomoč priskočil švedski kralj Gustav II. Adolf. Vojna je zahtevala velik davek, njen izid pa je bil neodločen. Vojno so končali na pogajanjih leta 1648 z vesfaltskim mirom.

## Protireformacija na Slovenskem
Protireformacija je k nam prišla ob koncu 16. in na začetku 17. stoletja, vodil jo je nadvodja Ferdinand II., ki je ukazal, da se mora protestantsko pleme notranje Avstrije vrniti h katoliški veri ali se izseliti.
Protireformacija je temeljila na ustanovitvi posebnih verskih komisij, ki so v spremstvu vojakov izganjale protestantske pridigarje, ukinjale protestantske šole, rušile protestantske cerkve in pokopališča, sežigale knjige in izganjale protestantske družine, ki se niso hotele odpovedati svoji veri. Na Štajerskem jih je vodil škof Martin Brener, na Kranjskem in Koroškem pa Tomaž Hren.
V času protireformacije so se spremenile tudi cerkve, predvsem njihova notranjost. Obnova je spremenila tudi umetniški slog, ki se sedaj imenuje barok. Gradili so nove cerkve, oltarje, uvajali procesije in romanja v svete kraje.
Izdajanje slovenskih knjig je po nastopu protireformacije zamrlo. Škof Tomaž Hren je leta 1613 spodbudil izdajo evangelija.
Protestantizem se je ohranil le v Prekmurju.